# César Beauvais
César Beauvais, née le 17 août 2000 à Sallanches, est un biathlète belge.

## Biographie
César Beauvais participe pour la première fois aux championnats du monde juniors en 2016, à l'âge de 15 ans. Jusqu'en 2019, ses apparitions se sont limitées au niveau junior et aucune année n'a été marquée par des résultats remarquables. En mars 2019, le Belge participe pour la première fois à l'IBU Cup à Martell et se classe d'emblée 41e (sur seulement 61 athlètes classés), après quoi il participe à la course de relais avec Florent Claude, Thierry Langer et Tom Lahaye-Goffart aux Championnats du monde d'Östersund, faisant ainsi ses débuts au plus haut niveau de la compétition. Durant les hivers 2019-2020 et 2020-2021, Beauvais participe en grande partie à l'IBU Cup, mais est régulièrement appelé à compléter le relais masculin en Coupe du monde. En décembre 2020, l'équipe termine 16e, laissant neuf équipes derrière elle. Lors des épreuves juniors des Championnats du monde de biathlon d'été 2021, il se classe deux fois dans le top 20, avant que le Belge ne prenne part pour la première fois à la Coupe du monde de manière continue au début de la saison 2021-2022. Lors des deux courses de sprint d'Östersund, il manque de peu de se classer 70e et 67e. Beauvais n'obtient pas de résultats similaires, mais il est tout de même été sélectionné pour les Jeux olympiques de Pékin, où il s'est classé respectivement dernier et avant-dernier dans les courses individuelles et termine 20e du relais avec Claude, Langer et Lahaye-Goffart.
Lors de la préparation pour l'hiver suivant, Beauvais déménage à Lillehammer en raison de meilleures possibilités d'entraînement et rejoint le Team Maxim, un groupe d'entraînement international dont font partie, par exemple, la biathlète belge Lotte Lie et la biathlète groenlandaise Ukaleq Slettemark. Au cours de la saison 2022-2023, il a, à sa demande, participé sans interruption à l'IBU Cup, où il inscrit ses premiers points de classement à Osrblie en se classant 27e du super sprint et 34e de la course de sprint. Lors des Championnats du monde, le jeune homme de 22 ans finit en queue de peloton, mais lors de l'épreuve individuelle d'Östersund à la mi-mars, il établit son meilleur résultat à ce jour en se classant 67e. Au même endroit, aux côtés de Florent Claude, Thierry Langer et Marek Mackels, il établit également le meilleur résultat de relais masculin de la Belgique depuis le début de l'année 2019 en se classant 15e.

## Vie privée
Beauvais a une mère française et est originaire de Saint-Gervais-les-Bains, mais court depuis le début de sa carrière pour la fédération belge.

## Palmarès

### Jeux olympiques d'hiver
| Épreuve / Édition          | Individuel | Sprint | Poursuite | Départ en masse | Relais | Relais mixte |
| Jeux olympiques 2022 Pékin | 91e        | 94e    | —         | —               | 20e    | —            |

Légende :
- — : Non disputée par César Beauvais

### Championnats du monde
| Édition \ Épreuve | Individuel | Sprint | Poursuite | Mass start | Relais | Relais mixte | Relais mixte simple |
| ----------------- | ---------- | ------ | --------- | ---------- | ------ | ------------ | ------------------- |
| Östersund 2019    | —          | —      | —         | —          | 23e    | —            | —                   |
| Pokljuka 2021     | —          | —      | —         | —          | 22e    | —            | —                   |
| Oberhof 2023      | 96e        | 97e    | —         | —          | 19e    | —            | —                   |
| Nové Město 2024   | 89e        | —      | —         | —          | 22e    | —            | —                   |
| Lenzerheide 2025  | 82e        | —      | —         | —          | 14e    | —            | —                   |

- — : non disputée par César Beauvais